# مردان کوچک (مجموعه تلویزیونی)
مردان کوچک نام یک مجموعهٔ تلویزیونی است که در سال ۱۳۸۳ از شبکه دو پخش شد. کارگردان این مجموعه تلویزیونی اکبر منصورفلاح و بازیگران اصلی آن مانی کسراییان، چیا بابامیری و الهام حمیدی هستند.

## موضوع مجموعه تلویزیونی
دو نوجوان به نام‌های امین و بابک لوحی جادویی پیدا می‌کنند که قدرت برآورده کردن آرزوهایشان را دارد…